# واله الاصفهاني
واله الاصفهاني (ت. 1229 هـ) هو أديب وشاعر و خطاط، من أهل أصفهان. هو محمد كاظم الاصفهاني، المشهور بواله. رحل إلى العراق لطلب العلم، ثم رجع إلى أصفهان، وعاصر السلطان فتح علي شاه القاجاري وحظي لديه، وأسس له تكية سماها والهية نسبة اليه. توفي في اصفهان سنة 1229 هـ، وقيل سنة 1226 هـ، ودفن بها في تكيته.